# Северни Кочарник
Северни Кочарник је насеље у Србији у општини Тутин у Рашком округу. Према попису из 2022. било је 1579 становника.

## Демографија
У насељу Северни Кочарник живи 483 пунолетна становника, а просечна старост становништва износи 25,8 година (25,7 код мушкараца и 25,9 код жена). У насељу има 162 домаћинства, а просечан број чланова по домаћинству је 5,07.
Ово насеље је великим делом насељено Бошњацима (према попису из 2002. године), а у последња три пописа, примећен је пораст у броју становника.
|  |

| Демографија | Демографија | Демографија |
| Година      | Становника  | Становника  |
| ----------- | ----------- | ----------- |
| 1948.       | 126         |             |
| 1953.       | 128         |             |
| 1961.       | 226         |             |
| 1971.       | 67          |             |
| 1981.       | 121         |             |
| 1991.       | 390         | 349         |
| 2002.       | 821         | 851         |

| Етнички састав према попису из 2002.‍ | Етнички састав према попису из 2002.‍ | Етнички састав према попису из 2002.‍ | Етнички састав према попису из 2002.‍ | Етнички састав према попису из 2002.‍ |
| ------------------------------------ | ------------------------------------ | ------------------------------------ | ------------------------------------ | ------------------------------------ |
|                                      |                                      |                                      |                                      |                                      |
| Бошњаци                              | Бошњаци                              |                                      | 794                                  | 96,71%                               |
| Срби                                 | Срби                                 |                                      | 23                                   | 2,80%                                |
| Муслимани                            | Муслимани                            |                                      | 4                                    | 0,48%                                |
| непознато                            | непознато                            |                                      | 0                                    | 0,0%                                 |

| Година пописа     | 1948. | 1953. | 1961. | 1971. | 1981. | 1991. | 2002. |
| ----------------- | ----- | ----- | ----- | ----- | ----- | ----- | ----- |
| Број домаћинстава | 17    | 17    | 29    | 14    | 25    | 80    | 162   |

| Број чланова      | 1 | 2  | 3  | 4  | 5  | 6  | 7  | 8 | 9 | 10 и више | Просек |
| ----------------- | - | -- | -- | -- | -- | -- | -- | - | - | --------- | ------ |
| Број домаћинстава | 6 | 12 | 16 | 26 | 45 | 29 | 15 | 5 | 4 | 4         | 5,07   |

| Пол    | Укупно | Неожењен/Неудата | Ожењен/Удата | Удовац/Удовица | Разведен/Разведена | Непознато |
| ------ | ------ | ---------------- | ------------ | -------------- | ------------------ | --------- |
| Мушки  | 275    | 104              | 165          | 6              | 0                  | 0         |
| Женски | 253    | 63               | 161          | 28             | 0                  | 1         |
| УКУПНО | 528    | 167              | 326          | 34             | 0                  | 1         |

| Пол    | Укупно                    | Пољопривреда, лов и шумарство | Рибарство                            | Вађење руде и камена | Прерађивачка индустрија       |
| ------ | ------------------------- | ----------------------------- | ------------------------------------ | -------------------- | ----------------------------- |
| Мушки  | 39                        | 2                             | 0                                    | 2                    | 10                            |
| Женски | 12                        | 4                             | 0                                    | 0                    | 1                             |
| УКУПНО | 51                        | 6                             | 0                                    | 2                    | 11                            |
| Пол    | Производња и снабдевање   | Грађевинарство                | Трговина                             | Хотели и ресторани   | Саобраћај, складиштење и везе |
| Мушки  | 1                         | 3                             | 3                                    | 2                    | 5                             |
| Женски | 0                         | 0                             | 0                                    | 0                    | 0                             |
| УКУПНО | 1                         | 3                             | 3                                    | 2                    | 5                             |
| Пол    | Финансијско посредовање   | Некретнине                    | Државна управа и одбрана             | Образовање           | Здравствени и социјални рад   |
| Мушки  | 0                         | 0                             | 3                                    | 5                    | 2                             |
| Женски | 0                         | 0                             | 2                                    | 5                    | 0                             |
| УКУПНО | 0                         | 0                             | 5                                    | 10                   | 2                             |
| Пол    | Остале услужне активности | Приватна домаћинства          | Екстериторијалне организације и тела | Непознато            | Непознато                     |
| Мушки  | 0                         | 0                             | 0                                    | 1                    | 1                             |
| Женски | 0                         | 0                             | 0                                    | 0                    | 0                             |
| УКУПНО | 0                         | 0                             | 0                                    | 1                    | 1                             |